# Пет-Могили (Сливенская область)
Пет-Могили (болг. Пет могили) — село в Болгарии. Находится в Сливенской области, входит в общину Нова-Загора. Население составляет 514 человек.

## Политическая ситуация
В местном кметстве Пет-Могили, в состав которого входит Пет-Могили, должность кмета (старосты) исполняет Гергана Иванова Георгиева (партия АТАКА) по результатам выборов правления кметства.
Кмет (мэр) общины Нова-Загора — Николай Георгиев Грозев (Граждане за европейское развитие Болгарии (ГЕРБ)) по результатам выборов.